# Cariblattoides piraiensis
Cariblattoides piraiensis är en kackerlacksart som beskrevs av Rocha e Silva 1955. Cariblattoides piraiensis ingår i släktet Cariblattoides och familjen småkackerlackor. Inga underarter finns listade.